# Marguerite Teillard-Chambon
 (février 2020).
Si vous disposez d'ouvrages ou d'articles de référence ou si vous connaissez des sites web de qualité traitant du thème abordé ici, merci de compléter l'article en donnant les références utiles à sa vérifiabilité et en les liant à la section « Notes et références ».
Pour les articles homonymes, voir Teillard.
Marguerite Teillard-Chambon (alias Claude Aragonnès), née le 13 décembre 1880 à Clermont-Ferrand (France) et morte le 11 septembre 1959 à Saint-Flour (France) est une écrivaine, biographe et femme de lettres française et la cousine de Pierre Teilhard de Chardin.

## Biographie

### Enfance en Auvergne
Marguerite Teillard-Chambon est née le 13 décembre 1880 à Clermont-Ferrand, 34 rue des Gras, dans un vieil hôtel Renaissance à proximité de la cathédrale. Elle est la fille aînée d'une famille de six enfants de Cirice Teillard-Chambon (1847-1916) ingénieur de l'École centrale de Paris, et de Marie Déchelette. Son grand-père Jacques Amable Léon (1798-1879), juge au tribunal civil de Murat et membre du conseil municipal, avait épousé Anne-Victorine Teilhard, la sœur du grand-père de Pierre Teilhard de Chardin. Son arrière grand-père Cirice Bonaventure Teillard-Chambon, a été deux fois élu maire de Murat, sous la Révolution et sous le Consulat.
Elle est donc issue d'une vieille famille d'Auvergne scindée en deux branches : les Teillard-Chambon, branche de Haute Auvergne établie à Murat et au Chambon à Laveissière ; les Teilhard de Chardin, branche de Basse Auvergne établie à Orcines. Les deux familles se retrouvent souvent soit au Chambon (Laveissière) soit au château de Sarcenat (Orcines) et les enfants sont très proches. Marguerite se lie profondément d'amitié avec son cousin Pierre Teilhard de Chardin.

### Engagement pour la reconnaissance de la femme
Marguerite va découvrir Paris en 1900 à l'âge de vingt ans. Agrégée de lettres en 1904, elle va se retrouver très vite engagée à la direction de l'Institut Notre-Dame-des-Champs, nouvellement créé pour les élèves des Dames de Sion à Paris, interdites d'enseignement par les lois Combes. Elle va alors développer l'Institut, pendant plus de quinze ans, avec l'ambition d'offrir un enseignement de très grande qualité pour porter les jeunes filles au plus haut dans leurs études. 
Au début des années 1920, épuisée, elle se retire de la direction de l'Institut et part en Italie, puis passe l'hiver à Rome et le printemps à Sienne où elle écrit La Loi du faible sous le pseudonyme de Claude Aragonnès (du nom d'une de ses aïeules, amie de Catherine de Rambouillet, de Madame de La Fayette et de Madeleine de Scudéry) qui obtiendra le prix Montyon. En 1934, elle publie Madeleine de Scudéry, reine du Tendre recevant le prix Marcelin Guérin. En 1938, elle se penche sur l'éducatrice Madame Louis XIV, Françoise d'Aubigné, marquise de Maintenon, dans un essai. La même année, elle publie la biographie Marie d'Agoult, une destinée romantique recevant le Prix Femina Vacaresco, qui lui ouvrira ainsi plus tard l'entrée au Comité du Prix Femina, avant de rejoindre son cousin lors d'une traversée en bateau pour les États-Unis. 
À son retour, elle continue à enseigner la littérature, à l'Institut Notre-Dame-des-Champs. Elle est aussi secrétaire générale de l'Union des maisons de jeunes filles de l'enseignement libre. Elle y dirige la revue Studia et organise un congrès annuel. Dans Studia, Marguerite tient une rubrique d'actualité des livres, du cinéma, du théâtre. Pour ses élèves, elle publiera en 1933 Les romanciers du XIXe siècle et en 1950 Les auteurs français par la dissertation. En 1947, elle écrira une pièce de théâtre pour les élèves de l'École normale catholique, Esther à Saint-Cyr. Marguerite trouve le temps de s'intéresser aux « Équipes Sociales » lancées après la Première Guerre mondiale par Robert Garric réunissant ouvriers et intellectuels. Dans les années 1930, elle participe activement à l'Union nationale pour le vote des femmes, donne des conférences, écrit des articles. Le Comité est présidé par Edmée de La Rochefoucauld, qu'elle retrouvera plus tard au jury Femina. Les rendez-vous avec ces « dames du Femina » seront certainement un de ses vrais plaisirs. Elle y rencontre Pauline Benda. 

### Admiratrice d'Abraham Lincoln
En juin 1939, Marguerite et son cousin Pierre Teilhard de Chardin feront ensemble la traversée en bateau pour les États-Unis, du Havre à New-York. Lui repart pour Pékin sans se douter qu'il y restera bloqué pendant toute la guerre. Elle, de son côté, s'en va sur les traces de Lincoln, ami intime de Ward Hill Lamon, le père de Dorothy Lamon, la tante de Marguerite. Elle fait en 1939 une conférence à Rosemont College, une université féminine. Après avoir visité New-York et Washington, elle parcourt la Virginie, le Kentucky et l'Illinois, pour la préparation d'une histoire de Lincoln, « le plus grand des Américains ». Elle racontera son voyage dans Prises de vues américaines, publié en 1946. 
Marguerite publie Lincoln, héros d'un peuple à la mémoire de sa tante qui préparait en 1894 l’édition des Souvenirs sur Lincoln, laissés par son père pour compléter la biographie. Marguerite va ainsi disposer de précieux documents et des souvenirs personnels de sa tante pour compléter son enquête. Son ouvrage obtiendra le prix Thérouanne de l'Académie française, très soutenu par André Siegfried, grand spécialiste des États-Unis, premier président de la Fondation nationale des sciences politiques.  

### Au service de la mémoire de son cousin
Mais en 1955, un événement va bouleverser son existence : son cousin Pierre Teilhard de Chardin meurt à New-York. Le choc est terrible. Marguerite Teillard-Chambon est certainement l’une de ceux qui l'ont le mieux connu et surtout le mieux compris. Une enfance commune en Auvergne, des retrouvailles, elle l'encourage à passer son doctorat ès sciences, le fait entrer à l'Institut catholique par l'intermédiaire de son ami Emmanuel de Margerie, l'introduit dans la vie intellectuelle parisienne. Pendant toute la Première Guerre mondiale, elle sera sa correspondante, l'alter ego l'aidant à faire émerger et préciser sa pensée. En 1956 et en 1957 sortiront Lettres de voyage 1923-1939 et Nouvelles lettres de voyage 1939-1955. L'été suivant au Chambon, elle poursuit son travail. Début septembre Marguerite participe à une rencontre organisée à Saint Babel, près d'Issoire, autour de la pensée du Père Teilhard. Le 7 septembre Marguerite reprend la route du Chambon et au détour d'un tournant, à quelques kilomètres de chez elle, un camion vient heurter de plein fouet la 2 CV qui la transporte. Elle s'éteindra cinq jours plus tard le 11 septembre, à l'hôpital de Saint-Flour. Elle est inhumée au cimetière de Murat dans le caveau familial (puis plus tard transféré dans le caveau communal). Marguerite avait pu terminer l'introduction des lettres de guerre, 1914-1918, reçues de son cousin. Ces lettres seront éditées en 1961, sous le titre Genèse d'une pensée, par les soins de sa sœur Alice.  

## Œuvres
- La Loi du faible, 1925, Éditions Calmann-Lévy
- Les romanciers du XIXe siècle, 1933, Éditions Gigord
- Madeleine de Scudéry, reine du Tendre, 1934, Éditions Armand Colin
- Marie d'Agoult, une destinée romantique, 1935, Éditions Hachette
- Madame Louis XIV, Françoise d'Aubigné, marquise de Maintenon, 1938, Éditions la Bonne Presse
- Prises de vues américaines, 1946, Éditions de Gigord
- Esther à Saint-Cyr (pièce de théâtre en 3 actes), 1947
- Les auteurs français par la dissertation, 1950, Éditions Gigord
- Lincoln, héros d'un peuple, 1955, Édition Hachette
- Introduction à Lettres de voyage 1923-1939, de Pierre Teilhard de Chardin, Bernard Grasset, Paris, 1956
- Introduction à Nouvelles lettres de voyage 1939-1955, de Pierre Teilhard de Chardin, Bernard Grasset, Paris, 1957
- Introduction à Genèse d'une pensée, Lettres 1914-1919, de Pierre Teilhard de Chardin, Bernard Grasset, Paris, 1961 (à titre posthume)

## Récompenses et distinctions
- Prix Montyon en 1926 pour La Loi du faible
- Prix Marcelin Guérin en 1935 pour Madeleine de Scudéry, reine du Tendre
- Prix Femina Vacaresco en 1935 pour Marie d'Agoult, une destinée romantique
- Prix Thérouanne en 1956 pour Lincoln, héros d'un peuple